# 硬脂酸甲酯
硬脂酸甲酯是一种有机化合物，分子式C19H38O2，可看作硬脂酸（十八酸）与甲醇形成的脂肪酸甲酯，常温常压下为蜡状白色固体，几乎不溶于水。